# Зубово (Уренский район)
Зубово — деревня в составе Карпунихинского сельсовета в Уренском районе Нижегородской области.

## География
Находится на расстоянии примерно 19 километров по прямой на север от районного центра города Урень.

## История
Основана во второй половине XVIII века. В 1870 году учтено 12 дворов и 97 жителей. В советское время работали колхозы «Рассвет» и им. Горького. В 1956 году учтено 135 жителей, в 1978 году 29 хозяйств и 64 жителя, в 1994 16 и 26 соответственно. Был клуб и пруд. До 1935 года входила в Ветлужский район.

## Население
Постоянное население составляло 13 человек (русские 100 %) в 2002 году, 7 в 2010.